# São Roque de Minas
São Roque de Minas es un municipio brasileño del estado de Minas Gerais. Su población en 2010 era de 6.686 habitantes.

## Turismo
Una de las entradas del Parque Nacional de la Sierra de la Canastra, y posee varias atracciones naturales, como la Cascada Casca D'anta, con más de 110 metros de caída. 
Otro lugar solicitado es el Valle del Río de la Lavra, cristalino afluente del río São Francisco, con las cascadas de la Lavra y Lavrinha.